# The Adventures of Kathlyn
The Adventures of Kathlyn é um seriado estadunidense de 1913, realizado pela Selig Polyscope Company, dirigido por Francis J. Grandon e inspirado em uma história de Harold MacGrath e Gilson Willets. Estrelando Kathlyn Williams como a heroína, foi filmado em 13 episódios, em Chicago. Alguns dias após o lançamento, que fora em 29 de dezembro de 1913, o livro com o mesmo título foi publicado por Harold MacGrath, em janeiro de 1914, sendo vendido nas livrarias ao mesmo tempo em que o filme era exibido nos cinemas.
The Adventures of Kathlyn foi o segundo seriado feito totalmente na América, e é considerado o primeiro com cliffhanger, recurso que faria enorme sucesso durante a próxima década. É creditado a esse seriado também o pioneirismo do trailer, já que foi o primeiro que se tem notícia a ser exibido nos cinemas. 
O sucesso do seriado resultou numa reedição em 1916, sob o mesmo título.

## Produção
O seriado nasceu da necessidade do jornal Chicago Tribune em alcançar maior sensacionalismo. William Nicholas Selig, percebendo a popularidade das ficções seriadas em jornais e revistas, teve a ideia de levar o seriado para o jornal. Não obstante o fato de o "Tribune" ter sido a favor da abolição dos Nickel-Odeon apenas 5 anos antes, o editor James Keeley concordou e foi realizado um projeto promocional. Os capítulos do seriado foram realizados quinzenalmente, e a história era impressa como uma série de jornal no "Tribune". O jornal acabou aumentando em 10% sua circulação, como resultado do sucesso do seriado.
Apesar de o primeiro seriado estadunidense ter sido What Happened to Mary?, The Adventures of Kathlyn foi uma peça importante da história do cinema. Foi o primeiro seriado a usar o cliffhanger ao fim de seus capítulos e assim se tornou reconhecido como o primeiro seriado. Foram usados, na filmagem, animais do Selig Zoo e houve mais ação do que em What Happened to Mary?.
Atualmente, este seriado é considerado perdido, pois apenas existe o primeiro episódio nos arquivos de La Cineteca del Friuli, e alguns fragmentos no EYE Film Instituut Nederland.

## Elenco
- Kathlyn Williams… Kathlyn Hare
- Charles Clary… Umballah, The Hindu
- William Carpenter… Ramabai
- Lafe McKee… Coronel Hare (Lafayette McKee)
- Tom Santschi… John Bruce (Thomas Santschi)
- Goldie Colwell… Pundita
- Franklin Hall… Gundah Singh (Franklyn Hall)
- Effie Sackville… Winnie Hare
- Roy Watson… Rajah
- Charles Courtwright… Membro do Conselho
- Charles Murphy… C.J. Murphy
- Harry Huckins… Membro do Conselho

## Capítulos
1. The Adventures of Kathlyn
2. The Two Orphans
3. The Temple of the Lion
4. A Royal Slave
5. A Colonel in Chains
6. Three Bags of Silver
7. The Garden of Brides
8. The Cruel Crown
9. The Spellbound Multitude
10. A Warrior Maid
11. The Forged Parchment
12. The King's Will
13. The Court of Death